# Richard Sterne (archevêque)
Pour les articles homonymes, voir Sterne.
Pour le golfeur, voir Richard Sterne (golfeur).
Richard Sterne (v. 1596 – 1683) est un ecclésiastique anglican.
Il est évêque de Carlisle de 1660 à 1664, puis archevêque d'York de 1664 à sa mort.
Il est l'arrière-grand-père de l'écrivain Laurence Sterne.